# Шатле сир Мез
Шатле сир Мез (фр. Châtelet-sur-Meuse) је насељено место у Француској у региону Шампањ-Арден, у департману Горња Марна.
По подацима из 2011. године у општини је живело 158 становника, а густина насељености је износила 7,41 становника/km².

## Демографија
| 1962. | 1968. | 1975. | 1982. | 1990. | 2011. |
| ----- | ----- | ----- | ----- | ----- | ----- |
| 284   | 244   | 214   | 162   | 155   | 158   |